# Braunau (Szwajcaria)
Braunau (gsw. Brunau) – miejscowość i gmina (Politische Gemeinde) w północno-wschodniej Szwajcarii, w kantonie Turgowia, w okręgu (Bezirk) Münchwilen.  

## Demografia
W Braunau mieszka 810 osób. W 2021 roku 10,4% populacji gminy stanowiły osoby urodzone poza Szwajcarią. 